# LVL Medical
LVL Médical Groupe est la holding de plusieurs entreprises prestataires de santé à domicile. Il propose des prestations d'assistance respiratoire, de perfusion, de nutrition et d'insulinothérapie par pompe à domicile. En 2012, LVL Médical a été racheté par Air liquide Healthcare.

## Son histoire
Créé en 1989, LVL Médical est un des pionniers de la prestation de santé à domicile en France. 
Les dates clés de l’histoire de LVL Médical :
- 1989 : création de LVL Médical par Jean-Claude Lavorel et lancement de l'activité assistance respiratoire à domicile
- 1998 : lancement de l'activité perfusion à domicile.
- 2000 : lancement de l'activité nutrition entérale à domicile.
- 2001 : lancement de l'activité insulinothérapie par pompe à domicile.
- 2005 : développement de la chimiothérapie et de l'immunothérapie à domicile.
- 2006 : certification ISO 9001 pour l'ensemble de ses filiales.
- 2007 : traitement de la maladie de Parkinson à domicile.
- 2012 : rachat de l'entreprise par Air liquide[1]
- 2016 : création du numéro unique 0 808 800 300 dédié aux patients et aux prescripteurs.

## Filiales
LVL Medical Est
LVL Medical Ouest
LVL Medical Centre Est
LVL Medical Paris et Nord
LVL Medical Sud
LVL Medical Sud Ouest
LVL Medical Maghreb

## Les quatre domaines d'activité
LVL Médical est présent sur quatre domaines d'expertises : 
- L'Assistance Respiratoire avec les traitements suivants : 
  - Oxygénothérapie
  - Ventilation invasive et non invasive
  - Traitement de l’apnée du sommeil
  - Aérosolthérapie
- La perfusion à domicile 
  - Antibiothérapie
  - Chimiothérapie
  - Nutrition parentérale
  - Traitement de l’immunodéficience, de la douleur et de la maladie de Parkinson
- La nutrition entérale 
  - Nutrition entérale
  - Conseils, coordination et suivi nutritionnel
- L'insulinothérapie par pompe
  - Diabète de type 1
  - Diabète de type 2
  - Diabète gestationnel